# Lo Recordings
Lo Recordings est un label indépendant anglais créé en 1995 par Jon Tye.

## Artistes
Les artistes suivants ont travaillé avec le label :
- Four Tet
- Susumu Yokota
- Black Devil
- Aphex Twin
- Thurston Moore
- Luke Vibert
- Jean-Jacques Perrey
- Red Snapper
- Grimes